# جانساگاما
جانساگاما (به لاتین: Jansagama) یک منطقهٔ مسکونی در سری‌لانکا است که در استان جنوبی (سری‌لانکا) واقع شده‌است.